# Edewecht
Edewecht is een gemeente in de Duitse deelstaat Nedersaksen. De gemeente is gelegen in de Landkreis Ammerland. Edewecht telt 22.556 inwoners.

## Plaatsen in de gemeente Edewecht
De gemeente bestaat uit 15 buurtschappen, vaak langgerekte veenkoloniën en andere wegdorpen, namelijk:
- Friedrichsfehn: 6–8 km ten O (oosten) van het centrum van Edewecht; slechts 4–6 km van Eversten, een buitenwijk van Oldenburg.
- Husbäke: industriedorp 4 km ten Z van Edewecht aan het Küstenkanaal
- Jeddeloh I: 3–6 km ten O van Edewecht
- Jeddeloh II: 4 km ten Z van Jeddeloh I aan het Küstenkanaal
- Kleefeld: ten W van Friedrichsfehn
- Klein Scharrel: 2 km ten O van Jeddeloh II aan het Küstenkanaal
- Nord Edewecht I
- Nord Edewecht II
- Süd Edewecht
- Osterscheps: direct ten W van Süd Edewecht
- Portsloge: direct ten NO van Edewecht-Nord
- Süddorf: 4 km ten ZZW van Edewecht, aan het Küstenkanaal en aan de verbindingsweg naar Friesoythe; hier vonden in april 1945 de zwaarste gevechten in de gemeente plaats
- Westerscheps: 5–6 km ten W van Süd Edewecht, schilderachtig gelegen aan de Aue
- Wildenloh: tussen Jeddeloh I en Kleefeld, 2–3 km ten W van het gelijknamige bos
- Wittenberge: verspreide bebouwing langs de Aue, 6–10 km ten W van Edewecht-Süd

Nord Edewecht I en Nord Edewecht II vormen, samen met het in de jaren tussen 1990 en 2010 eraan vastgebouwde Süd Edewecht, het bestuurscentrum van de gemeente.

### Aantal inwoners
- Friedrichsfehn Nord	1.747
- Friedrichsfehn Süd	3.185
- Husbäke	1.005
- Jeddeloh I	1.101
- Jeddeloh II	1.333
- Kleefeld	439
- Klein Scharrel	1.229
- Nord Edewecht I 2.246
- Nord Edewecht II 2.548
- Osterscheps	1.604
- Portsloge	1.962
- Süddorf	          608
- Süd Edewecht	2.256
- Westerscheps	554
- Wildenloh	805
- Wittenberge	386

totaal:	23.008
- alleen Edewecht	7.050
- alleen Friedrichsfehn	4.932

Bron: website van de gemeente Edewecht.
Peildatum: 30 juni 2020.
Tweede-woningbezitters en tijdelijk verblijvende buitenlanders zijn in deze cijfers inbegrepen.

## Ligging, infrastructuur

### Naburige gemeenten
- Apen, ca. 18 km W (ten westen van de  langgerekte Hauptstraße van Edewecht)
- Westerstede, ca. 24 km N
- Bad Zwischenahn, ca. 8 km N
- Oldenburg, 12 km O (de stadswijken Bloherfelde en Eversten; het stadscentrum ligt nog 5 km verder oostwaarts)
- Wardenburg in de Landkreis Oldenburg, 20 km ZO
- Friesoythe, 15 km ZW
- Bösel, hemelsbreed 16 km Z, maar om daar te komen moet men naar Friesoythe rijden en vandaar 7 km O
- Barßel, 20 km W.

De laatstgenoemde drie plaatsen liggen in de Landkreis Cloppenburg.

### Wegverkeer
De Autobahn A28 Leer-Oldenburg komt ten noorden van Bad Zwischenahn (afrit 9 Neuenkruge, 6½ km ten O van die plaats) en afrit 12 Oldenburg - Haarentor, tot op circa 13 km van Edewecht.
De Bundesstraße 401 parallel aan het Küstenkanaal komt bij Husbäke en Süddorf juist aan de zuidgrens van de gemeente.

### Openbaar vervoer
Aan de spoorlijn Oldenburg - Leer liggen stations te Ocholt, gem. Westerstede en, op slechts 8 km fietsen vanaf Edewecht-dorp, te Bad Zwischenahn.
Twee buslijnen, van respectievelijk Barßel en Friesoythe naar Oldenburg v.v., stoppen onderweg in Edewecht. De frequentie van deze lijnen is echter, zeker buiten kantooruren, niet hoog. Busvervoer is verder beperkt tot een door vrijwilligers gerunde buurtbusdienst (BürgerBus), die 5 x per dag een aantal dorpen in de gemeente met Edewecht-dorp en het busstation van Bad Zwischenahn verbindt. Merkwaardig is, dat deze buurtbussen op zaterdag niet, maar op zondagmiddag wel rijden.

### Waterwegen
Edewecht ligt in een door vele rivieren, sloten, beken en kanalen doorsneden veen- en polderland. Door de gemeente stromen de niet bevaarbare, sterk meanderende veenriviertjes Aue (vanuit het Zwischenahner Meer) en Vehne. In het zuiden van de gemeente bevindt zich het Küstenkanaal, een belangrijk regionaal vaarwater. Binnen de gemeentegrenzen bevinden zich aan dit kanaal een binnenhaven te Husbäke en enige kleinere aanlegplaatsen voor binnenvaartschepen.

## Economie

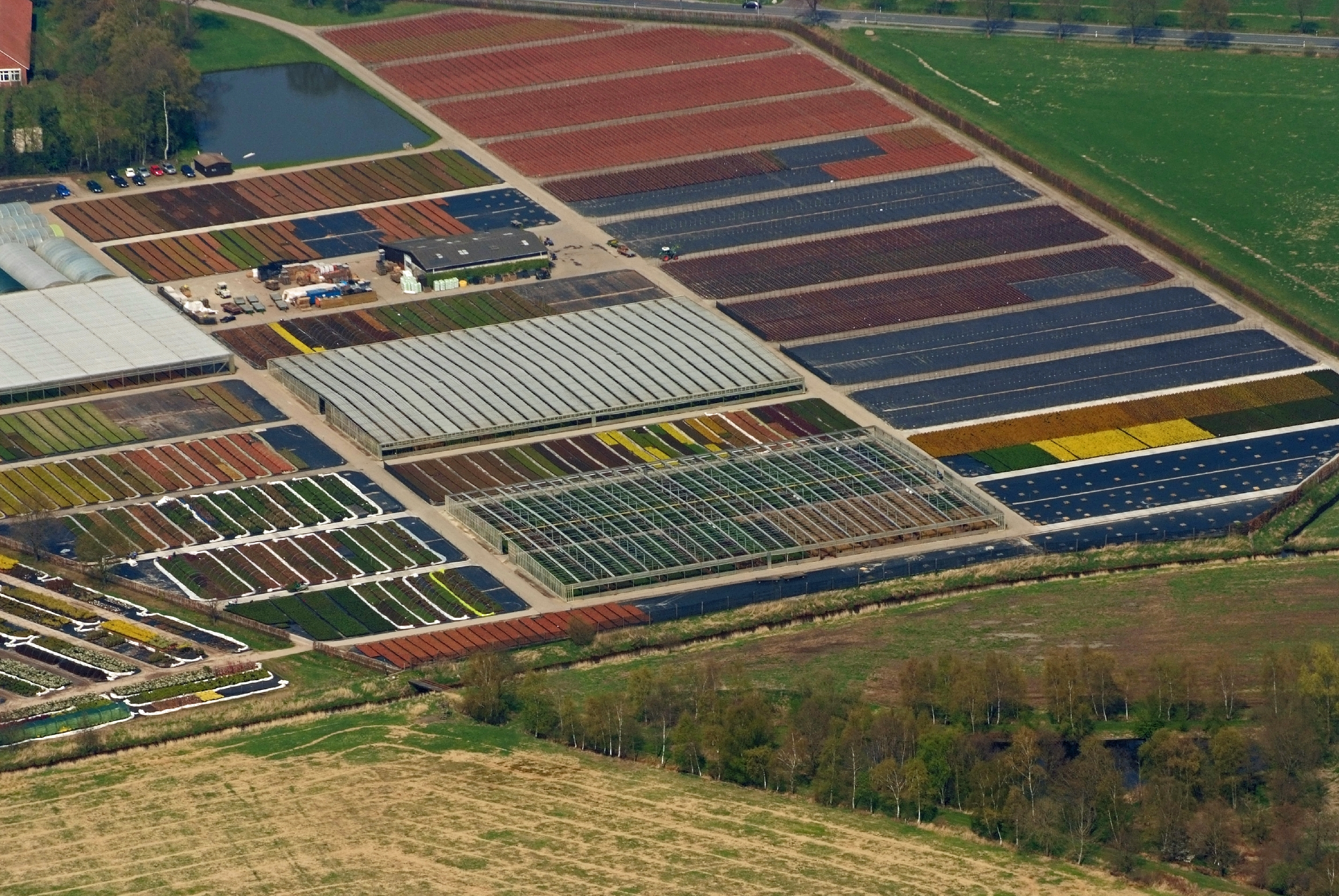
Kwekerijen te Jeddeloh I
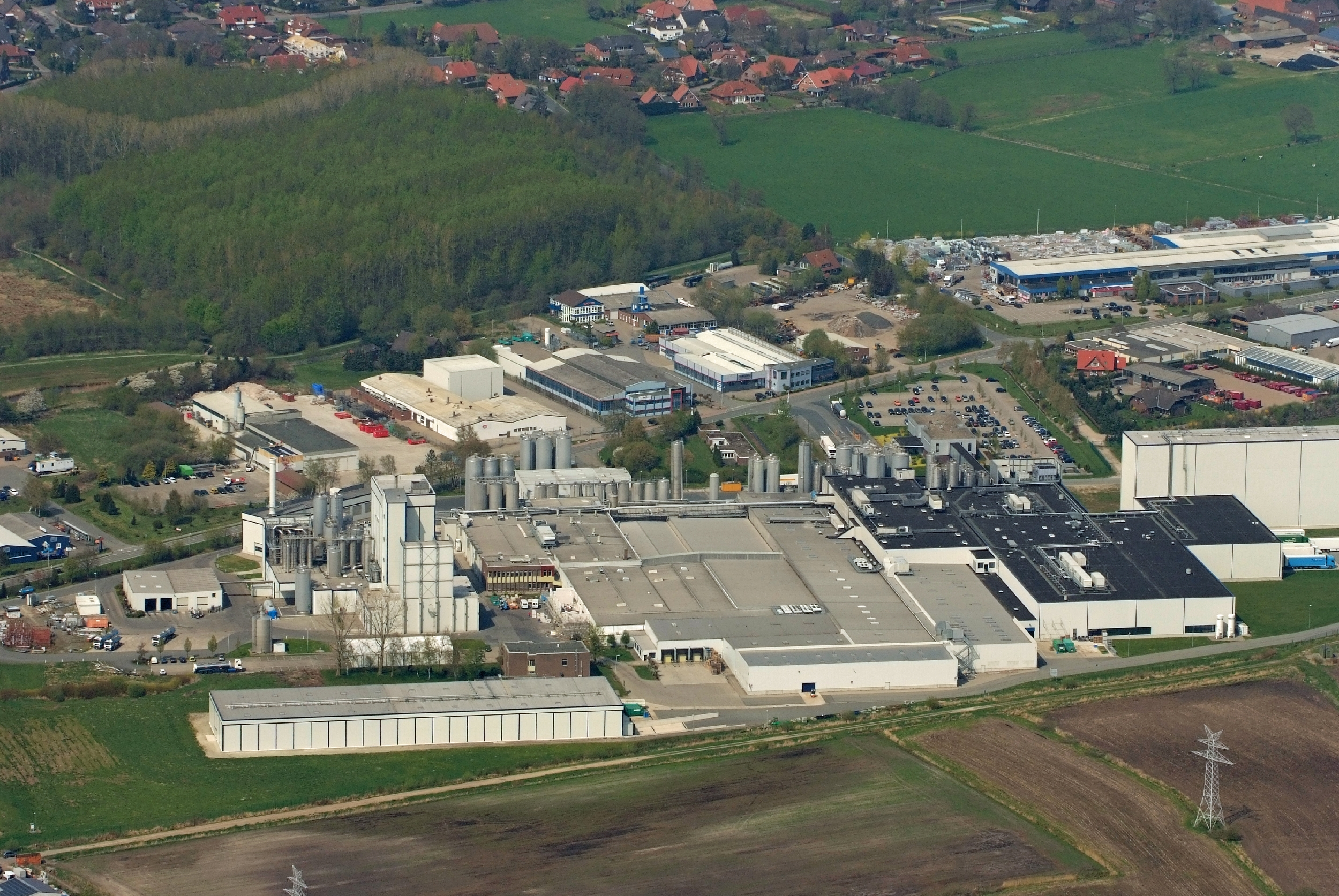
Zuivelfabriek DMK

Edewecht is een centrum van voedingsmiddelenindustrie. Er staat een grote fabriek van zuivelproducten, alsmede enige worst- en andere vleeswarenfabrieken. Een middelgroot bedrijf van andere aard produceert allerlei machines voor andere fabrieken en voor de bouwnijverheid. Veel van deze industrie is geconcentreerd op het industrieterrein bij de binnenhaven van Husbäke, aan het Küstenkanaal en de B 401.
In het Vehnemoor wordt, zij het in een beperkt gebied, nog op industriële schaal turf gewonnen. Dit wordt o.a. als turfmolm verkocht, ook aan Nederlandse afnemers.
Verder is de boomkwekerij in de gemeente Edewecht een bedrijfstak van betekenis. De gemeente bezit verder een groot aantal landbouw- en kleine handels- en nijverheidsondernemingen.

## Geschiedenis

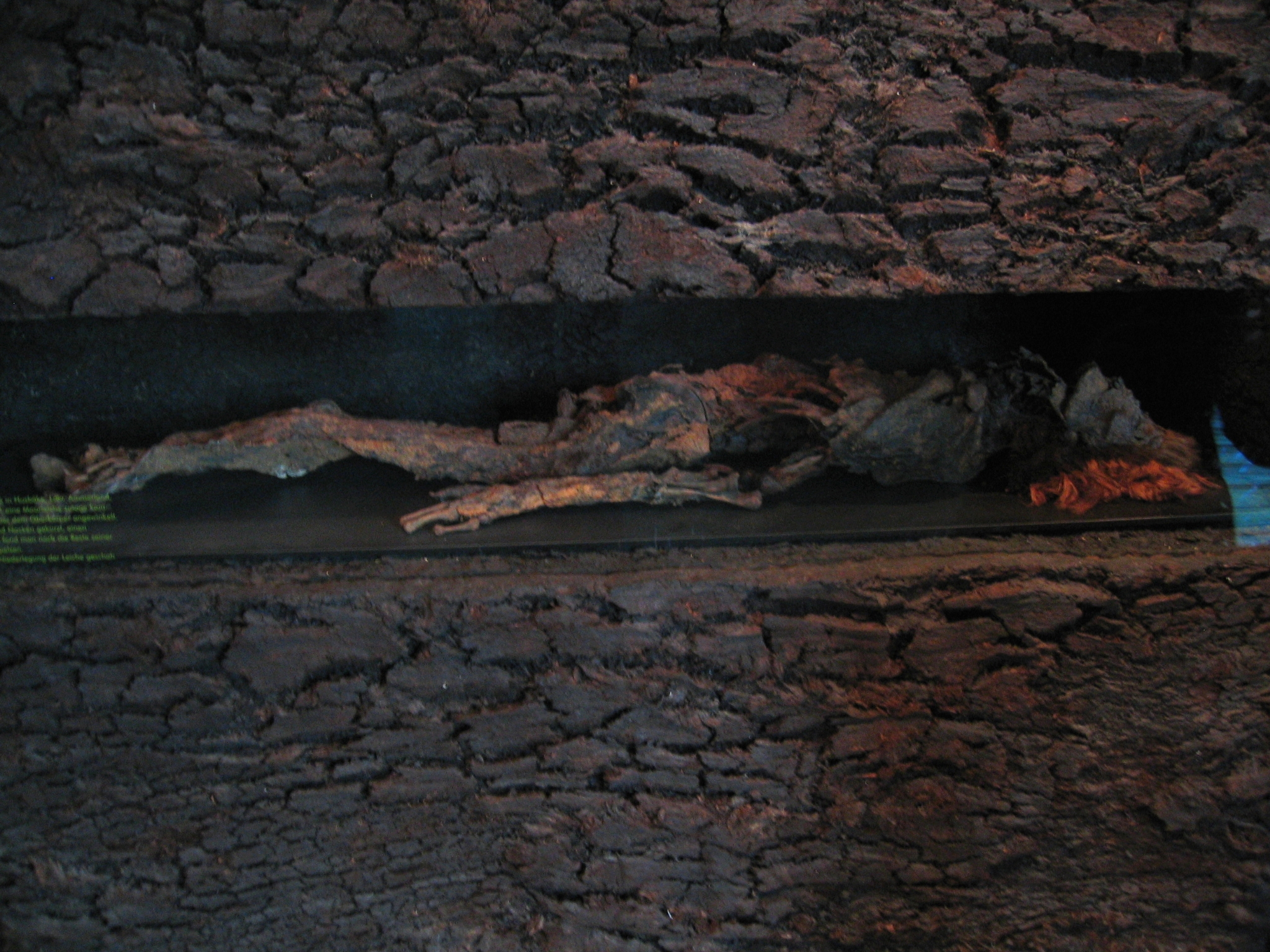
Man van Husbäke II (gevonden in 1936)
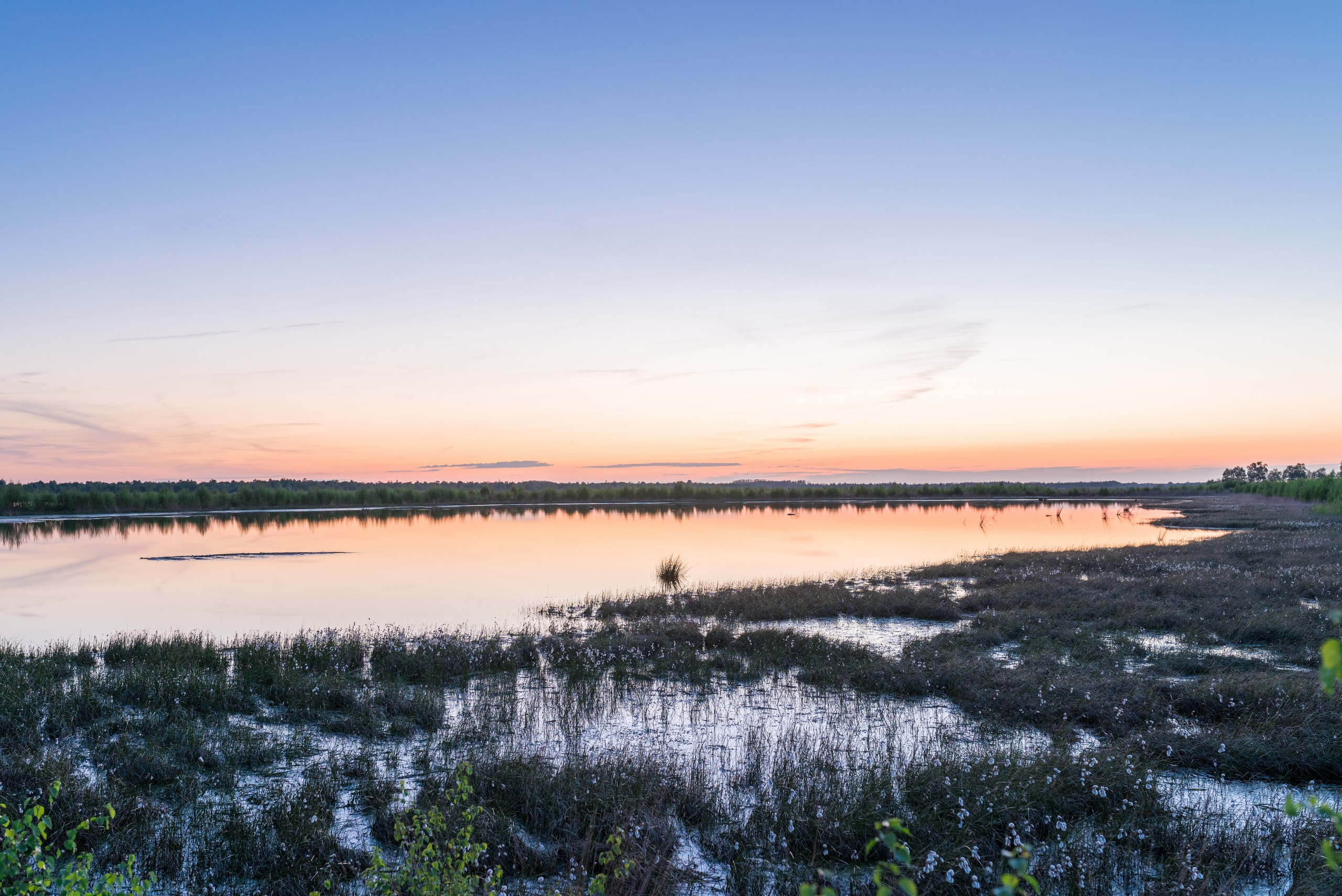
Het Vehnemoor bij avond

Reeds in de prehistorie zwierven er af en toe mensen door het gebied van het huidige Edewecht. In het Vehnemoor zijn bij archeologisch onderzoek, en ook bij toeval tijdens het turfsteken, enige interessante vondsten gedaan. Daaronder zijn restanten van prehistorische veenpaden en drie veenlijken.
Vanaf 1150 is de plaats schriftelijk bekend. Het ontstond als een plaats bij een wachtpost langs één der weinige handelsroutes door het uitgestrekte, ontoegankelijke veengebied. De oudste nederzettingen ontstonden op kleine zanderige heuveltjes in het veen, waar boeren door hun wijze van bemesting esgronden deden ontstaan. Dit waren de eerste boerderijen van de latere dorpen Westerscheps, Osterscheps, Edewecht en Jeddeloh I. Het in 1934 bij Edewecht gevoegde Friedrichsfehn had twee soortgelijke heuveltjes, Klein en Groß Wildenloh. Reeds in 1305 stond er een aan Sint Nicolaas gewijde kapel, die de kern van de huidige Nikolaikirche werd. In de middeleeuwen was Edewecht het grootste dorp van de landstreek Ammerland; er vonden van tijd tot tijd rechtszittingen (Gogerichte) plaats, en adellijke ministerialen hadden er namens de graaf van Oldenburg een Amtsmannshof.  Met name het uitgestrekte Vehnemoor, ten zuiden van Edewecht, was tot in de 18e eeuw een ontoegankelijk grensgebied tussen het Oldenburger Münsterland aan de zuid- en westkant (na de Reformatie van de 16e eeuw rooms-katholiek gebleven), en het Hertogdom Oldenburg aan de noord- en oostkant van het veen (na de Reformatie van de 16e eeuw protestants geworden). De overgrote meerderheid van de christenen in Edewecht werd en bleef tot op de huidige dag evangelisch-luthers
Edewecht werd in de 15e en 16e eeuw bij oorlogjes tussen Oldenburgse en Münsterse troepen drie keer, in 1624 voor een vierde keer, en in de Tweede Wereldoorlog (1945) dus voor de vijfde keer, geheel door brand verwoest.
De gemeente lag in het Graafschap Oldenburg, dat zelf van 1667-1774 tot Denemarken en vier dagen lang zelfs, door vererving, tot Rusland behoorde,  en daarna in het Hertogdom Oldenburg. Een van de Oldenburger graven, Anton Günther van Oldenburg en Delmenhorst , regeerperiode 1603 – 1667,  maakte zich bij de bevolking geliefd, doordat hij diverse dijken liet aanleggen, waardoor polderland ontstond en langs de riviertjes minder vaak overstromingen plaatsvonden. Ook wist graaf Anton Günther het gebied buiten de brandhaarden van de Dertigjarige Oorlog te houden. Na de Napoleontische tijd maakte het deel uit van het Groothertogdom Oldenburg en daarna van het Duitse Keizerrijk. Vanaf de Deense periode was er sprake van een niet onbelangrijke scheepsbouw; er was van 1730 tot in de Napoleontische tijd een aantal kleine werven, die tjalken en zelfs grote, zeewaardige zeilschepen hebben gebouwd.
In de vroege 19e eeuw begon, vooral in Jeddeloh,  de grootschalige turfwinning in de talrijke veengebieden. Veel inwoners van de huidige gemeente waren vanaf circa 1850 zeer arm. Velen trokken jaarlijks als hannekemaaiers naar o.a. Nederland, waar zij de kost konden verdienen. Er was ook veel emigratie naar de  Verenigde Staten.
Later trad vooruitgang in door de economische ontwikkelingen rond de Industriële Revolutie: het Hunte-Eemskanaal, het latere, in 1935 uitgediepte Küstenkanaal, werd tussen 1855 en 1893 aangelegd en van 1912 tot 1991 had de gemeente een eigen smalspoorlijntje naar Bad Zwischenahn voor o.a. de afvoer van de gestoken turf. Opvallend was aan het eind van de 19e eeuw nog de keuze voor de ouderwetse windenergie: er werden vier grote windmolens naar Hollands model gebouwd, waarvan er twee nog steeds het dorpsbeeld mede bepalen. Na 1900 werd de turfwinning en de winning van akkerland door veenontginning grootscheeps aangepakt. Bestaande dorpen groeiden en nieuwe veenkoloniën ontstonden, waaronder Süddorf en Husbäke.
In de Eerste Wereldoorlog werden veel van de turfstekers en boerenzonen en -knechts uit de streek, die in het leger dienden, vervangen door tewerkgestelde dwangarbeiders en krijgsgevangenen.
De nazi-tijd bracht de bevolking aanvankelijk enige voorspoed, doordat de prijzen van turf en landbouwproducten stegen. In deze periode werden de gemeentegrenzen in de regio gewijzigd, waardoor de gemeente Edewecht ongeveer 20% uitgestrekter en volkrijker werd dan voordien. Ook in de Tweede Wereldoorlog werden in het leger dienende mannen "vervangen" door krijgsgevangenen, o.a. uit de Sovjet-Unie, en dwangarbeiders. Zo kon de turf- en voedselproductie enigszins op peil blijven. Aan het eind van de Tweede Wereldoorlog verslechterde de situatie voor Edewecht en omgeving radicaal.
In april 1945 rukten de Canadese troepen op naar het door onder anderen Duitse parachutisten en andere elitesoldaten zwaar verdedigde Edewechterdamm aan de zuidgrens van de gemeente. Nadat zij daar rond de 21ste een bruggenhoofd over het als verdedigingslinie voor Wilhelmshaven  strategisch belangrijke en dus zwaar verdedigde Küstenkanaal hadden geforceerd, moesten de Canadezen het langgerekte dorp Edewecht in zware gevechten huis voor huis veroveren. Pas op de 27e april was Edewecht gevallen. Het dorp was geheel verwoest, en de strijd had circa duizend mensen, zowel soldaten als burgers, het leven gekost. Na de verovering van Edewecht wachtten de geallieerden nog enige dagen van zware strijd om ook de noordelijke buurgemeente Bad Zwischenahn met haar Fliegerhorst (luchtmachtbasis) te bezetten.
Direct na de oorlog moest de gemeente Edewecht een jaar van voedselgebrek (1947) doorstaan en ook nog 2.000 Heimatvertriebene huisvesten. Doordat Edewecht tot Notstandsgebiet, rampgebied, was verklaard, verkreeg de gemeente extra overheidssteun, waarna rond 1950 economisch herstel op gang kwam. De turfwinning en aanleg van nieuwe veenkoloniën werd geleidelijk beëindigd en maakte plaats voor landbouw, veeteelt en voedingsmiddelenindustrie. Rond 1990 werd een modern systeem voor rioolwaterzuivering en -hergebruik aangelegd, waarmee Edewecht ten opzichte van andere Duitse gemeenten voorop liep. Ook werden in de oostelijkst gelegen dorpen van de gemeente woonwijken gebouwd voor woonforensen, die een werkkring hebben in de stad Oldenburg.

## Natuurschoon en bezienswaardigheden
- Edewecht ligt in een hoogveengebied, en vijf (deels in de fase van natuurherstel verkerende) stukken veen zijn natuurreservaat (NSG, Naturschutzgebiet):
  - Fintlandsmoor (NSG WE 88; 50 ha)
  - Dänikhorster Moor (NSG WE 181; 20 ha)
  - Moorkämpe Süddorf (NSG WE 199; 19 ha)
  - het zeer uitgestrekte en desolaat ogende Vehnemoor (NSG WE 270; Edewecht: 206 ha)
  - Jeddeloher Moor (NSG WE 226; 50 ha)
- De plaatselijke VVV beschouwt het fietspad over het voormalige spoortracé Edewecht-Bad Zwischenahn als een route voor een aantrekkelijke tocht naar het Zwischenahner Meer.
- Het -aan oude eiken en beuken tamelijk rijke- bos Wildenloh[6], met daarin twee heuveltjes, leent zich voor aardige wandelingen. Het ligt tussen Friedrichsfehn en de wijk Eversten van de stad Oldenburg.
- De deels uit 1305 daterende, evangelisch-lutherse,  Nikolaikirche (St.Nicolaaskerk) te Edewecht met ernaast een vrijstaande houten klokkentoren heeft een bezienswaardig interieur. De plafondschilderingen zijn 15e-eeuws; de kansel is gemaakt in 1653. Het altaarretabel is echter pas in 2002 voltooid. Het is een kopie van een kunstwerk, dat in het Landesmuseum te Oldenburg wordt bewaard, uit 1520 dateert en de kruisiging van Christus uitbeeldt.
- Het Tollhus up’n Wurnbarg is het streek- en openluchtmuseum van de gemeente. Het bestaat o.a. uit een 18e-eeuws tolhuis, dat in 1961 gesloopt en het jaar daarop op de huidige locatie herbouwd werd. Te Edewecht was de tol - met tolwachtershuis- gevestigd van de grens tussen het graafschap, later hertogdom, Oldenburg enerzijds en het Prinsbisdom Münster anderzijds. Het museum staat afgelegen aan de Aue, ongeveer 10 km ten westen van het dorpscentrum van Edewecht.
- Originele, nog maalvaardige windmolens staan nog in Wester- en Osterscheps. De molen in het centrum van Edewecht is een replica van een wipmolen uit het dorp, die in 1956 afgebroken is en weer opgebouwd in het Museumsdorf Cloppenburg.
- De Bauerngarten Anke zu Jeddeloh in Jeddeloh I is een fraaie, 5000 m² grote, particuliere tuin, die voor publiek toegankelijk is.

## Politiek

### Zetelverdeling
De gemeenteraad bestaat uit 34 leden plus de burgemeester. Vanaf 11 september 2016 bestaat de raad uit de volgende partijen:
- CDU 14 zetels
- SPD 11 zetels
- Bündnis 90/Die Grünen 3 zetels
- FDP 2 zetels
- UWG 2 zetels
- Die Linke 1 zetel
- NPD 1 zetel

## Geboren te Edewecht
- Johann Bünting (* 20 mei 1782 in Edewecht; † 6 februari 1853 in Leer), belangrijk ondernemer, oprichter van een zijn naam dragende groothandel in thee, waaruit in de 20e eeuw nog verscheidene andere bedrijven, waaronder een keten van supermarkten, zijn voortgekomen.

## Partnergemeenten
- Krosno, Polen
- Wusterhausen/Dosse, Brandenburg
- Czermin, Polen
- (uitgaande van Jeddeloh II)  Breddin.

## Afbeeldingen

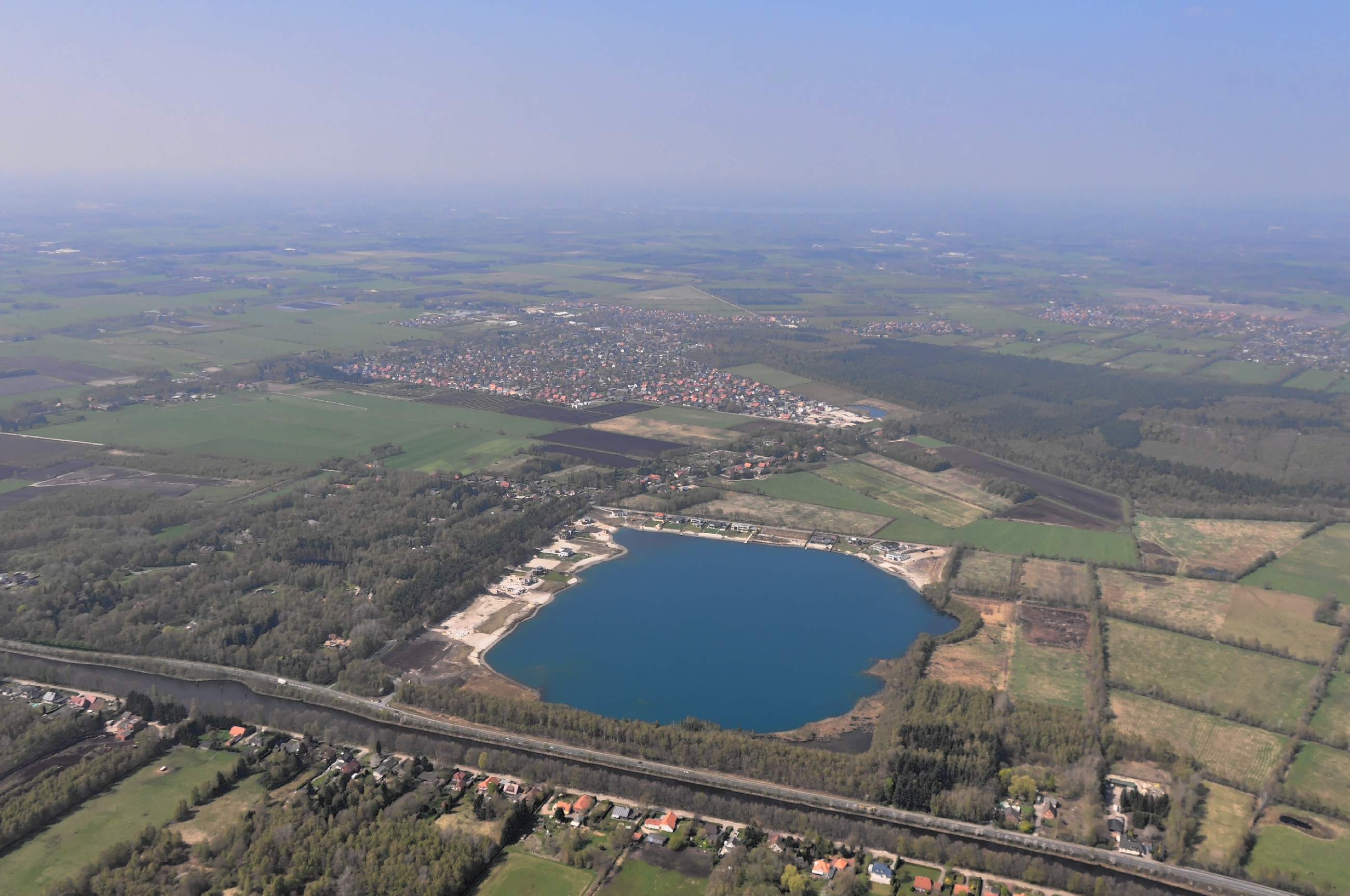
Luchtfoto uit 2013 van Friedrichsfehn
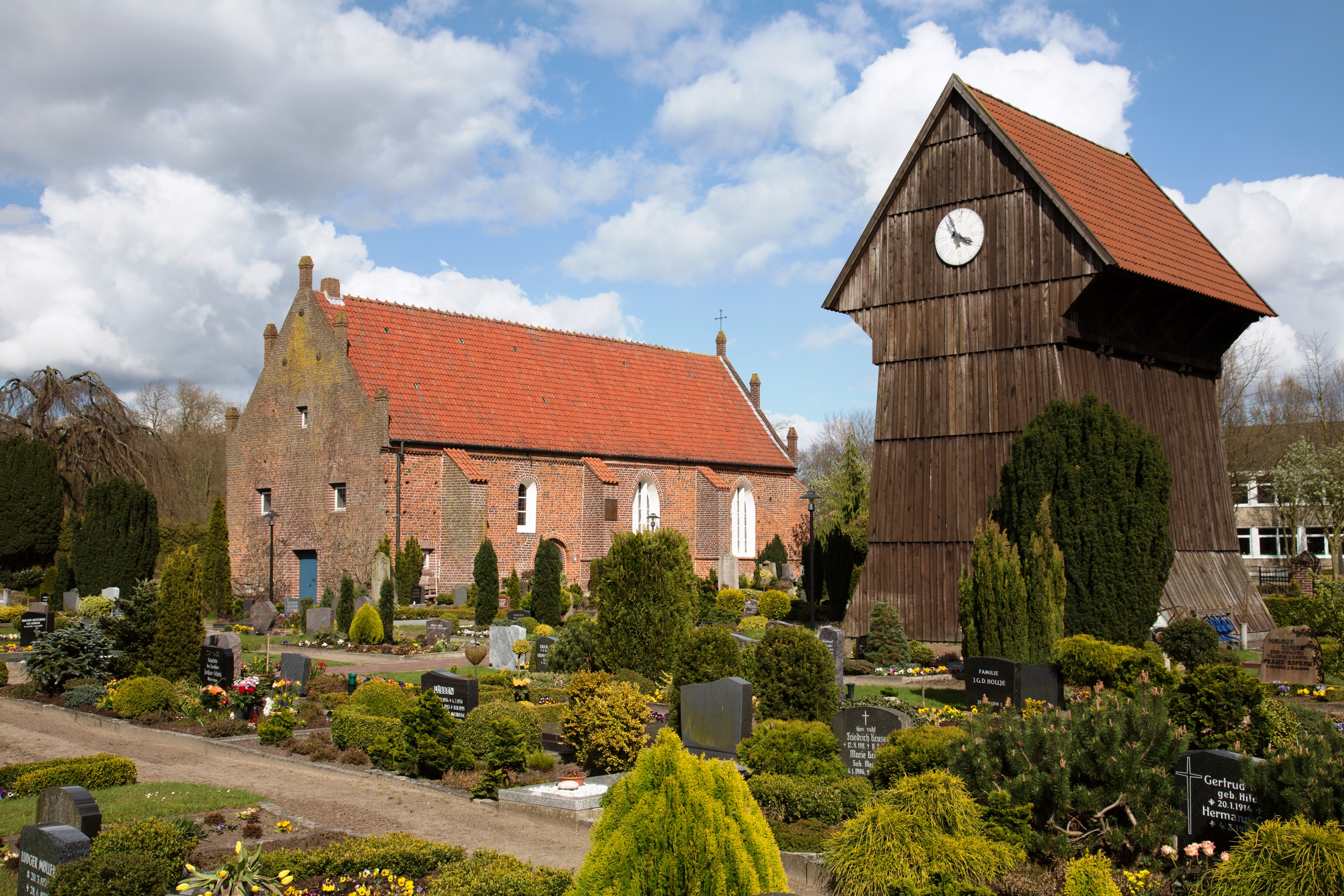
St. Nicolaaskerk van Edewecht met de houten klokkentoren
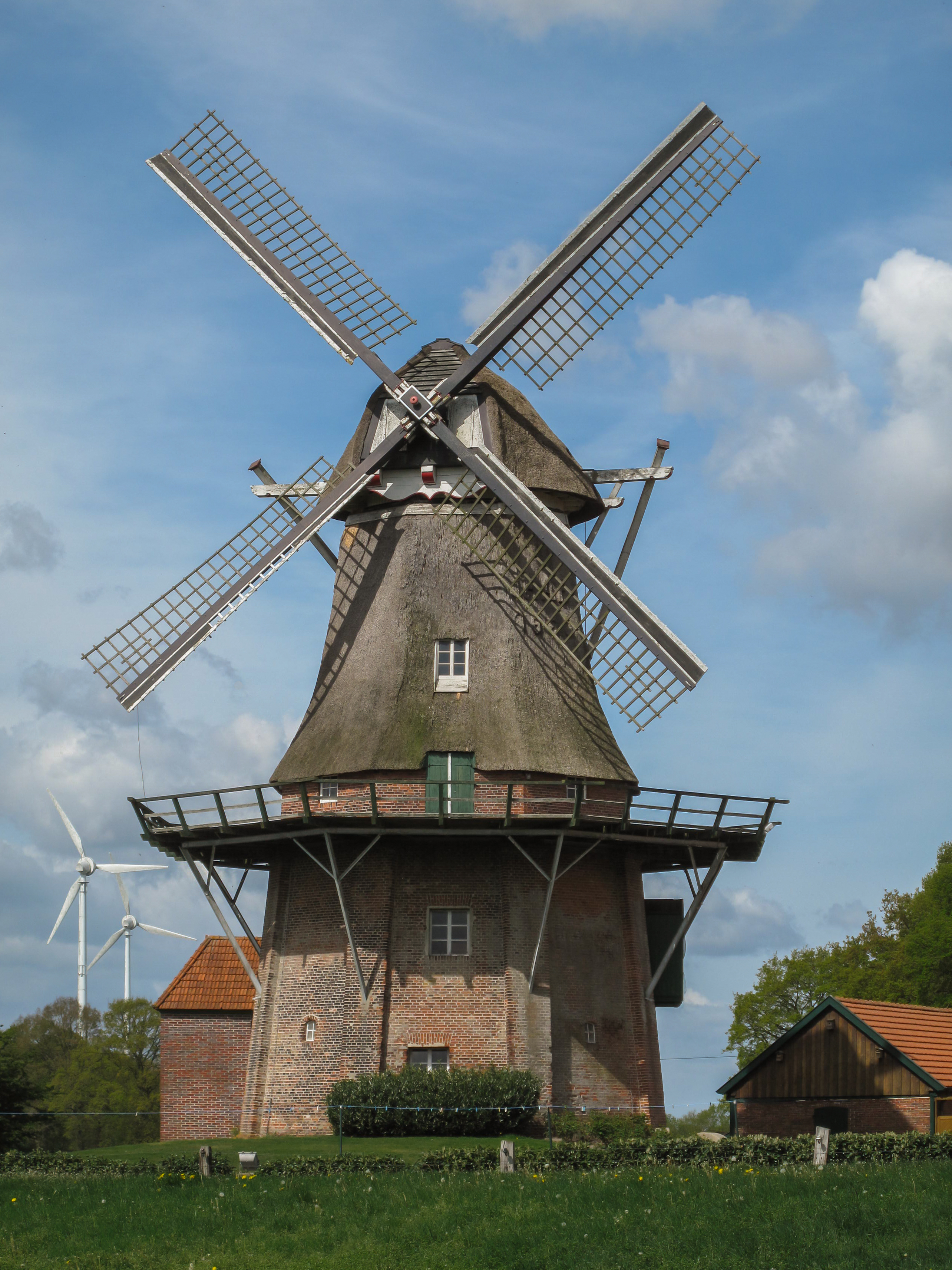
Bovenkruier  Kruse-Deeken te Westerscheps
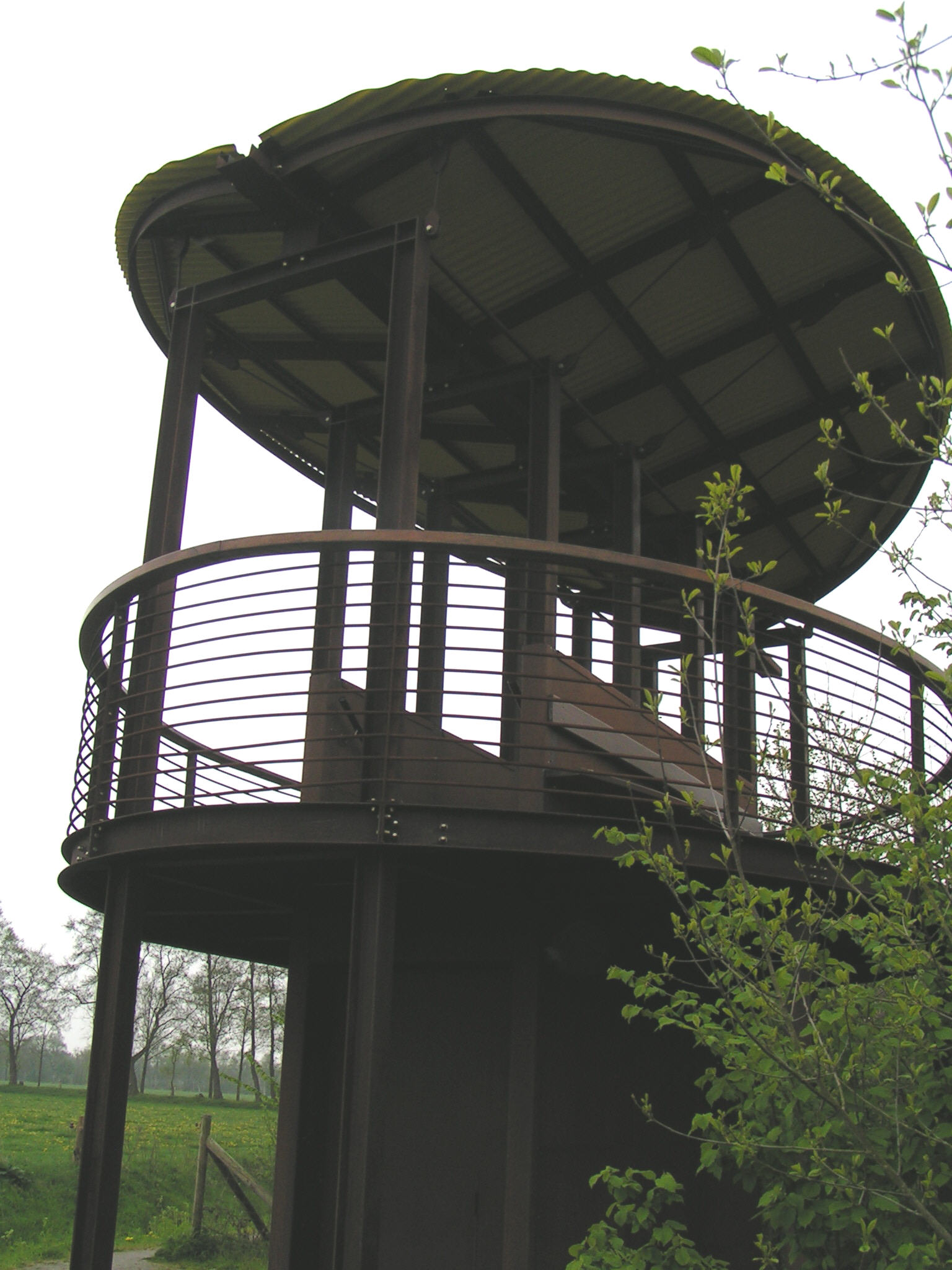
Westerscheps, kunstwerk Landschaftsfenster
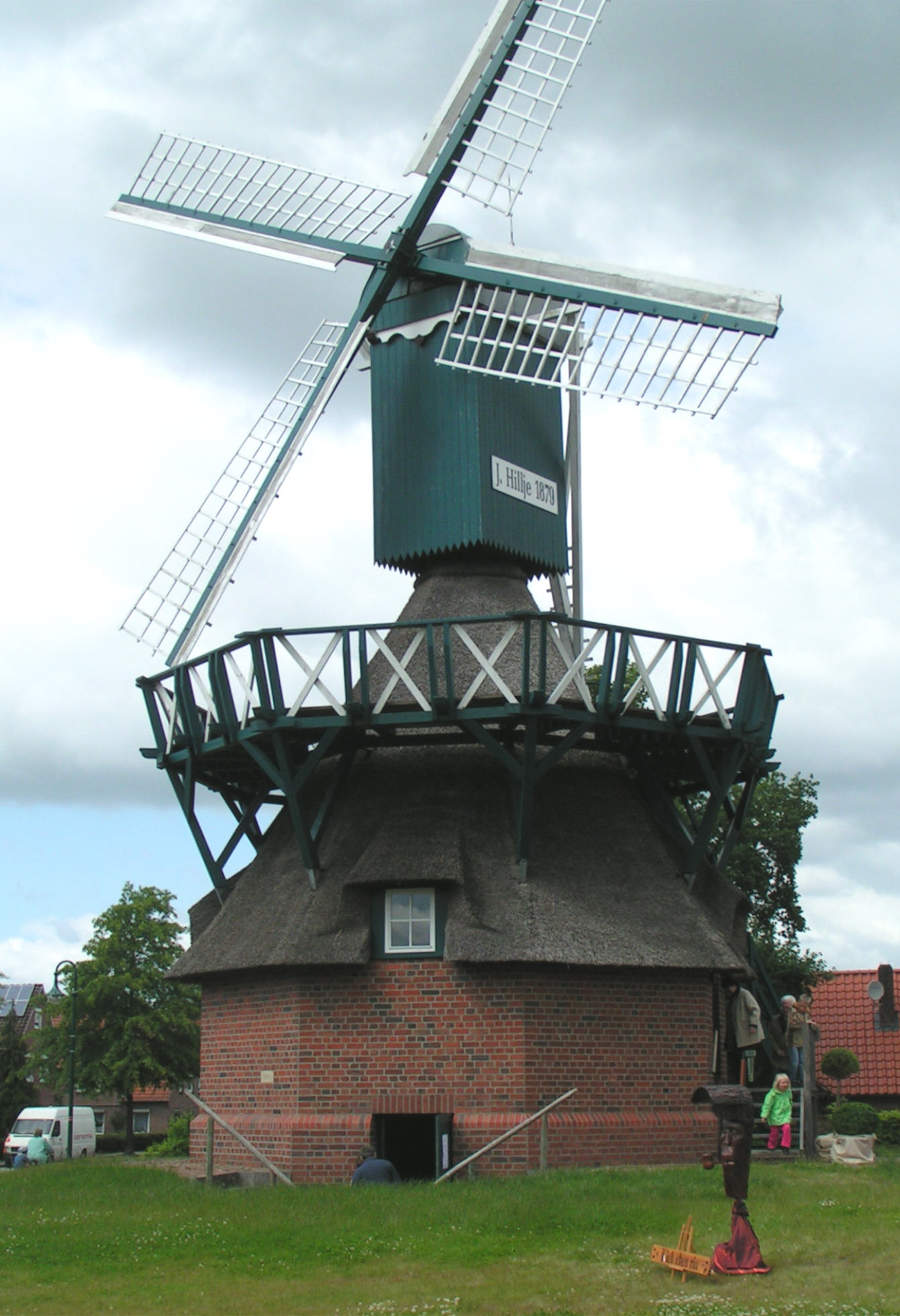
De wipmolen te Edewecht, die ook in het gemeentewapen is afgebeeld